# Improphantes geniculatus
Improphantes geniculatus är en spindelart som först beskrevs av Kulczynski 1898.  Improphantes geniculatus ingår i släktet Improphantes och familjen täckvävarspindlar. Inga underarter finns listade i Catalogue of Life.